# IC 3731
IC 3731 ist eine Spiralgalaxie vom Hubble-Typ Sbc im Sternbild Jungfrau auf der Ekliptik. Sie ist schätzungsweise 530 Millionen Lichtjahre von der Milchstraße entfernt und hat einen Durchmesser von 80.000 Lichtjahren.
Im selben Himmelsareal befinden sich u. a. die Galaxien NGC 4640, IC 3710, IC 3718, IC 3720.
Das Objekt wurde am 10. Mai 1904 von Royal Harwood Frost entdeckt.